# Bibliothèque de droit

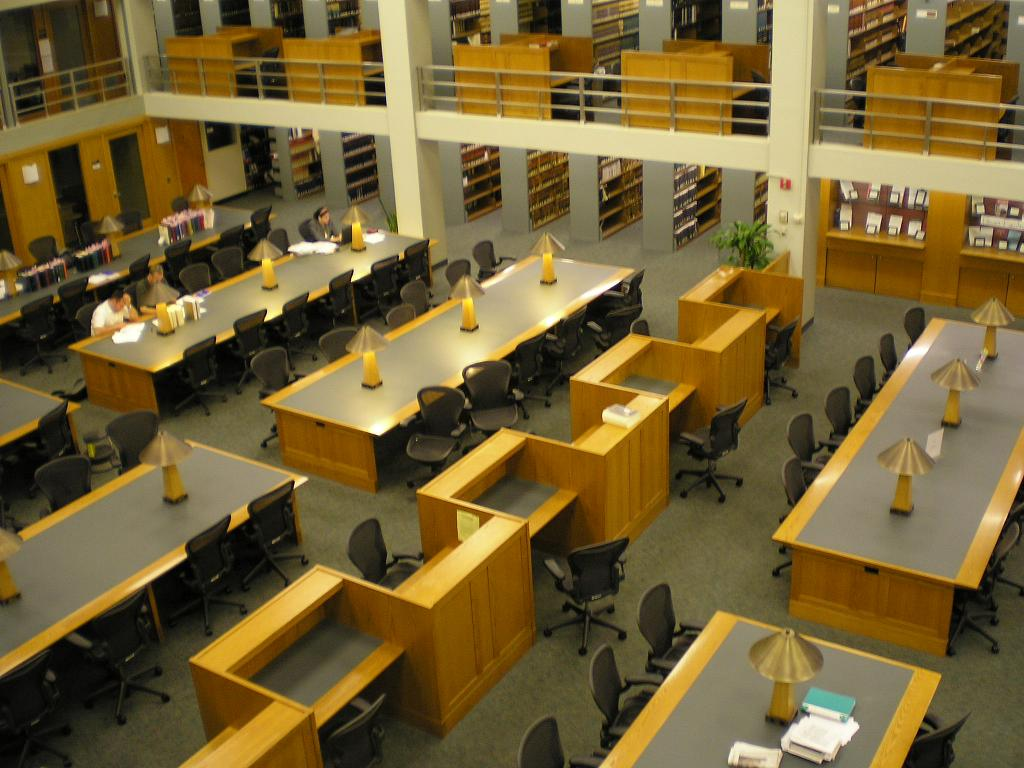
La bibliothèque de droit de Fordham, Lincoln Center, NYC

Une bibliothèque de droit est une bibliothèque spécialisée dans la documentation juridique. Ses principaux usagers peuvent être des étudiants et enseignants en droit, des chercheurs, ou des professionnels du droit. Les bibliothèques de droit peuvent être des bibliothèques universitaires ou des bibliothèques adossées à une institution judiciaire (tribunaux par exemple) ou politique (Assemblée nationale, Parlement Européen...). Il existe également des bibliothèques de droit au sein d'organismes privés (entreprises, cabinets d'avocats...)
Une bibliothèque de droit donne accès à de la documentation papier et à de la documentation numérique via des abonnements à des bases de données juridiques. Que ce soit en numérique ou en papier on peut y trouver de la législation (codes, traités, normes...), de la jurisprudence (recueils de jurisprudence, bulletins publiés...), et de la doctrine (ouvrages, revues, mélanges). Elles peuvent proposer des manuels (précis, mémentos, traités, cours, livres de méthodologie...), des ouvrages de référence (codes, dictionnaires, encyclopédies), ou de la documentation destinée à la recherche (livres et revues spécialisées, colloques, thèses, mélanges).   
Une bibliothèque juridique est gérée par des bibliothécaires spécialisés qui aident les usagers à naviguer dans les collections et qui peuvent enseigner la recherche juridique.
La plupart des facultés de droit du monde ont une bibliothèque de droit ou, dans certaines universités, au moins une section de la bibliothèque universitaire consacrée au droit.
En France la bibliothèque universitaire de référence pour le droit est la bibliothèque Cujas.
La plus grande bibliothèque de droit du Royaume-Uni est la bibliothèque de droit Bodléienne qui contient une collection de plus de 550 000 volumes. En dehors de l'Angleterre, la plus grande bibliothèque de droit du Commonwealth est celle de la faculté de droit Osgoode Hall de l'Université York au Canada, qui contient plus de 500 000 volumes imprimés.  